# Play Suisse
Play Suisse est un service suisse de vidéo à la demande gratuit, qui rassemble des productions et coproductions cinématographiques des quatre chaînes de la Société suisse de radiodiffusion et télévision (SSR), le service public audiovisuel suisse. À savoir, la Radiotelevision Suisse (RTS), la Schweizer Radio und Fernsehen (SRF), la Radiotelevisione svizzera (RSI), et la Radiotelevisiun Svizra Rumantscha (RTR).
La plateforme rassemble des films, séries télévisées et documentaires en streaming en langue originale, avec sous-titres et doublages dans les langues nationales suisses (allemand, français, italien, romanche) et aussi une sélection de contenus sous-titré en anglais. Cette particularité reflète la diversité culturelle de la Suisse et le rôle de la plateforme dans la cohésion entre régions, qui a été à la base de sa mission dès son lancement. Parmi les titres les plus connus : les séries Wilder, Tschugger, Neumatt et Sacha, les documentaires Swissair 111 – Crash sur Halifax et #Female Pleasure, les films L’ordre divin, Les raisons du cœur et Ma vie de Courgette.
Le service a été lancé en Suisse le 7 novembre 2020,, et est disponible sur plusieurs écrans (ordinateur, appareils mobiles, télévision). Le financement de la plateforme est assuré par la redevance radio et télévision suisse. Pour cette raison, l’utilisation de la plateforme est gratuite pour les résidents suisses depuis la Suisse et l’Europe,,,,.
En 2021, le rapport Digimonitor de l’institut IGEM relève que Play Suisse a conquis la deuxième position comme plateforme de streaming la plus regardée en Suisse,. Ses concurrents principaux sont d’autres services de streaming internationaux disponibles sur le territoire Suisse comme Netflix, Disney+, Prime Video, Apple TV+, Sky, RaiPlay, ARTE, ARD Mediathek, ZDF et les acteurs nationaux Blue Play (Swisscom) et oneplus,,,.
La plateforme compte environ 690 000 spectateurs avec un catalogue évoluant de 3 000 contenus,.

## Lancement et abonnés
Le service est annoncé par la SSR en juin 2020 pour un lancement à l'automne de la même année. Play Suisse est lancée le 7 novembre 2020 et environ un mois après son lancement, la SSR annonce que la plateforme a enregistré une forte utilisation et que le taux de pénétration ne cesse d'augmenter. Il est annoncé près de 130 000 comptes enregistrés dès la première semaine de lancement et près de 280 000 comptes enregistrés à la mi-décembre 2020.
Après 18 mois d'exploitation, en date du 31 mai 2022, le service revendique plus de 500 000 abonné·es.
Le budget de la plateforme est de 5 millions de CHF.

## Direction
- Gilles Marchand, Directeur général de la SSR ;
- Bakel Walden, Directeur du secteur Développement et Offre[39].
- Pierre-Adrian Irlé, Chef de projet[38]

## Distribution
Play Suisse est disponible en OTT sur ordinateur (via un navigateur), sur mobile et tablette Android et iOS ainsi que sur Android TV et Apple TV.

## Programmes
La plateforme propose un service de vidéos à la demande composé principalement de films de fiction, documentaires, et animations, de reportages et de séries et webséries. Tous les programmes sont systématiquement sous-titrés en français, allemand et italien. Il n'y a ni actualité, ni émission de sport. Les séries ayant bénéficié d'une forte audience à la télévision permettent d'être également visionnées en doublage français, allemand et italien.
Play Suisse a innové avec la série Wilder début janvier 2021 en proposant en exclusivité l'intégrale de la Saison 3 avant sa diffusion en linéaire sur les chaînes de la SSR.
L'offre consiste en programmes dans les quatre langues nationales que sont le français, l'italien, le romanche et l'allemand. La plateforme travaille également en collaboration avec divers festivals suisses ainsi qu'avec la Cinémathèque suisse pour la restauration d'œuvres pour diffusion grand public.
Au lancement, la plateforme est censée proposer un millier de programmes pour atteindre 3 000 à long terme.
En date du 31 mai 2022, la plateforme annonce 3 079 titres dans son catalogue.

### Séries télévisées
- Abysses, (science-fiction), SRF, FTV, Hulu Japan, ORF, Rai, ZDF
- Anomalia (fantastique), RTS
- Bulle (drame), RTS
- Cellule de Crise (drame), RTS
- Double Vie (drame), RTS
- Le Croque-mort (policier), SRF
- Helvetica (thriller), RTS
- L'Heure du secret (policier), RTS
- Hors-Saison (thriller), RTS, FTV
- Meurtres à l'Avant (Advent, Advent) (parodie policière), SRF
- Neumatt (drame), SRF
- Port d'attache (drame), RTS
- Le Prix de la paix (Frieden) (drame), SRF
- Quartier des banques (drame), RTS
- Station Horizon (drame), RTS
- Tatort en Suisse (policier), SRF
- Tschugger (policier), SRF & Sky CH
- Wilder (policier), SRF

### Films
- Ceux qui travaillent
- Clara et le secret des ours
- Dévoilées
- I segreti dei mestiere
- Le Cercle (Der Kreis)
- Mary Queen of Scots
- Private Banking

### Animation

#### Films
- Amuz senza fin
- Ma vie de Courgette
- Molly Monster
- Titeuf, le film

#### Web-Séries
- Arthur
- Bâtards (RTS)
- Break-Ups (RTS & SRF)
- Güsel - Les inspecteurs des déchets (SRF)
- La lignée d'Orazio (La stirpe di Orazio) (RSI)
- Metta da fein (RTR)
- Nr.47 (SRF)
- Roiber und Poli (SRF)

### Documentaires

#### Film
- Cleveland contre Wall Street
- La Forteresse
- Mais im Bundeshuus : Le Génie helvétique
- Space Tourists
- War Photographer

#### Séries
- Documentaires animaliers
- Documentaires nature
- Documentaires politiques
- Documentaires historiques

## Partenariats
Play Suisse est partenaire de différents festivals suisses, répertoriés sur la plateforme dans des pages thématiques et collections dédiées. Ces festivals sont : 
- Journées de Soleure (Solothurner Filmtage)[43]
- Festival international de Films de Fribourg (FIFF)[44]

- Festival Ciné Jeunesse Suisse (Schweizer Jugendfilmtage)[45]
- Visions du Réel[46],[47]
- Neuchâtel International Fantastic Film Festival (NIFFF)[48]
- Montreux Jazz Festival[49],[50],[51],[52],[53]
- Locarno Film Festival[54],[55]

- Festival International du Film Alpin des Diablerets (FIFAD)[56]
- Fantoche – Festival International du film d’animation[57],[58]
- Zurich Film Festival[59]
- Festival international du court-métrage de Winterthur (Internationale Kurzfilmtage Winterthur)[60]
- Geneva International Film Festival (GIFF)[61],[62]

La plateforme collabore aussi avec la Cinémathèque suisse et propose une sélection de moments historiques suisse à travers des extraits du Ciné-Journal,. 
Play Suisse s'associe également à quatre partenaires européennes dans le cadre d'un projet commun appelé The European Collection, pour lequel ARTE, l'ARD, la ZDF, France Télévisions et Play Suisse collaborent afin de proposer une sélection de documentaires, de reportages et de productions web sur des sujets d’actualité, de politique et de société en Europe,.